# 田中一松

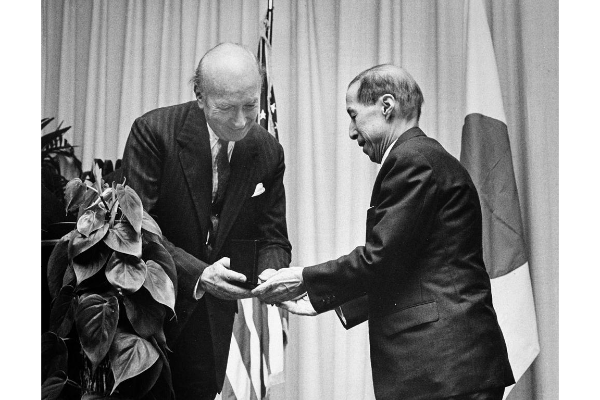
スミソニアン博物館でチャールズ・ラング・フリーア・メダルを授与される田中一松（1973年5月2日）

田中 一松（たなか いちまつ、1895年12月23日 - 1983年4月19日）は、日本の美術史家である。

## 若年期と教育
山形県鶴岡市に生まれ、旧制中学校の山形県立荘内中学校、旧制高等学校の第一高等学校を経て、1918年に東京帝国大学文学部美学美術史学科に入学し、1923年に卒業した。

## キャリア
1924年から東京帝室博物館（現東京国立博物館）に勤務し、文化財の調査研究・保護にあたった。1952年に東京文化財研究所美術部長、1953年に同所長となった。1964年に退任し、1965年から國華社主幹、1977年から死去まで編集顧問を務めた。
田中は研究者としても精力的に活動した。1926年に古社寺保存計画調査嘱託、1935年に国宝保存に関する調査嘱託、1936年に重要美術品等調査委員会の臨時委員を務めた。1945年に文部省社会教育局の国宝保存に関する調査嘱託、1947年に文部技官任官。1950年からは、同年設置された文部省の外局である文化財保護委員会保存部美術工芸課に勤務した。1950年から1966年まで文部省文化財専門審議会専門委員を務めた。1958年から1959年にかけて、欧州巡回日本古美術展派遣団の団長としてヨーロッパに渡った。1966年から1977年まで、文部省文化財保護委員会委員を務めた。1972年から1973年まで、高松塚古墳総合学術調査会副会長を務めた。
晩年には、『國華』の主幹や編集顧問の傍ら、女子美術大学、日本大学、東北大学、早稲田大学、金沢美術工芸大学、東京大学で講師を務め、日本中国文化交流協会、中央美術学園、栃木県立美術館、根津美術館、畠山記念館、出光美術館、頴川美術館、山種美術館、致道博物館、博物館明治村、本間美術館などの役員を務めた。
田中は、仏教美術、絵巻物、大和絵、水墨画、琳派、南画など、日本美術史の広い範囲に渡って執筆を行ったほか、宋・元時代の書画など中国美術についても執筆していた。
田中は生涯にわたり、日本絵画や中国絵画を中心として幅広い分野の美術品の調査を行った。没後25年となる2008年、田中の研究ノートや記録文書、写真資料などが遺族と出光美術館から文化財研究所に寄贈された。これらの多くは戦前のものであり、戦中に失われた多くの美術品に関する貴重な資料が含まれている。

## 賞と栄誉
- 勲三等旭日中綬章（1967年）
- チャールズ・ラング・フリーア・メダル（1973年）[5]
- 勲二等瑞宝章（1974年）[1]

## 著書
- 日本美術史を語る 1956 (学生社新書)
- 絵巻物 1956 (講談社版アート・ブックス)
- 日本絵画史の展望 美術出版社 1958
- 日本絵画史論集 中央公論美術出版 1966
- 日本の美術 第12 周文から雪舟へ 平凡社 1969
- 日本の美術 13 水墨画 小学館 1972 (ブック・オブ・ブックス)
- 田中一松絵画史論集 中央公論美術出版 1985-86（上下）

## 共著編
- 宋元名画集 秋山光夫共編 聚楽社 1928
- 日本の美術 毎日新聞社 1952 (毎日ライブラリー)
- 日本の名画 吉沢忠共著 講談社 1953 (少年少女文庫)
- 宗達 1955 (講談社版アート・ブックス)
- 釈迦金棺出現図 山口蓬春共著 美術出版社 1957 (日本の古典 ; 絵画篇)
- 桃山の美 日本経済新聞社 1957
- 光琳 / 尾形光琳 日本経済新聞社 1959
- 日本美術大系 第3巻 古代絵画 講談社 1960
- 池大雅作品集 小杉放庵,山中蘭径共編 中央公論美術出版 1960
- 世界美術全集 第6巻 日本 第6(鎌倉) 角川書店 1962
- 講談社版日本近代絵画全集 第17巻 竹内栖鳳・上村松園 中村伝三郎,関千代共著 1963
- 東洋美術 第1-2巻 絵画 第1-2 米沢嘉圃,川上ひろし共編 朝日新聞社 1967-69
- 世界の文化史蹟 第8巻 日本美の展開 武者小路穣共編 講談社 1969
- 原色日本の美術 11 水墨画 米沢嘉圃共著 小学館 1970
- 障壁画全集 第11 大徳寺真珠庵・聚光院 美術出版社 1971
- 水墨美術大系 第7巻 雪舟・雪村 中村渓男共著 講談社 1973
- 水墨美術大系 第5巻 可翁・黙庵・明兆　講談社 1974
- 水墨美術大系 第1巻 白描画から水墨画への展開 米沢嘉圃共著 講談社 1975
- 新修日本絵巻物全集 5 伴大納言絵詞 角川書店 1976.3
- 新修日本絵巻物全集 25 華厳五十五所絵巻・法華経絵巻・観音経絵巻・十二因縁絵巻 角川書店 1979.6